# Pidgin nauruano de inglês
Pidgin nauruano de inglês ou inglês nauruano refere-se ao pidgin (simplificação de um idioma) falado em Nauru, um país insular da Oceania.

## História
No início da década de 1980, mais especificamente em 1983, havia 8.042 pessoas morando no país insular Nauru, e 4.964 eram nauruanas. 3.078 eram principalmente trabalhadores de fosfato estrangeiros de países próximos, como o Quiribati e Tuvalu, mas também havia muitos filipinos e chineses, principalmente em restaurantes e lojas chinesas.                             A mineração de fosfato começou em Nauru em 1906.
O principal componente da força de trabalho era de chineses, com 500 empregados na indústria em 1906, subindo para 1.533 em 1953. Esse pidgin é provavelmente originado do melanésio e do chinês.